# 博羅曾斯凱
47°10′43″N 33°25′11″E / 47.17861°N 33.41972°E
博羅曾斯凱（烏克蘭語：Борозенське），是烏克蘭南部赫爾松州别里斯拉夫区博罗曾斯凯市镇内的村落及其行政中心。始建於1909年，面積2.07平方公里，海拔高度70米，2001年人口2,024，人口密度每平方公里979.2人。